# Capri (Włochy)
Capri – miejscowość i gmina we Włoszech, w regionie Kampania, w prowincji Neapol, na wyspie Capri.
Według danych na rok 2004 gminę zamieszkiwało 7058 osób, 2352,7 os./km².

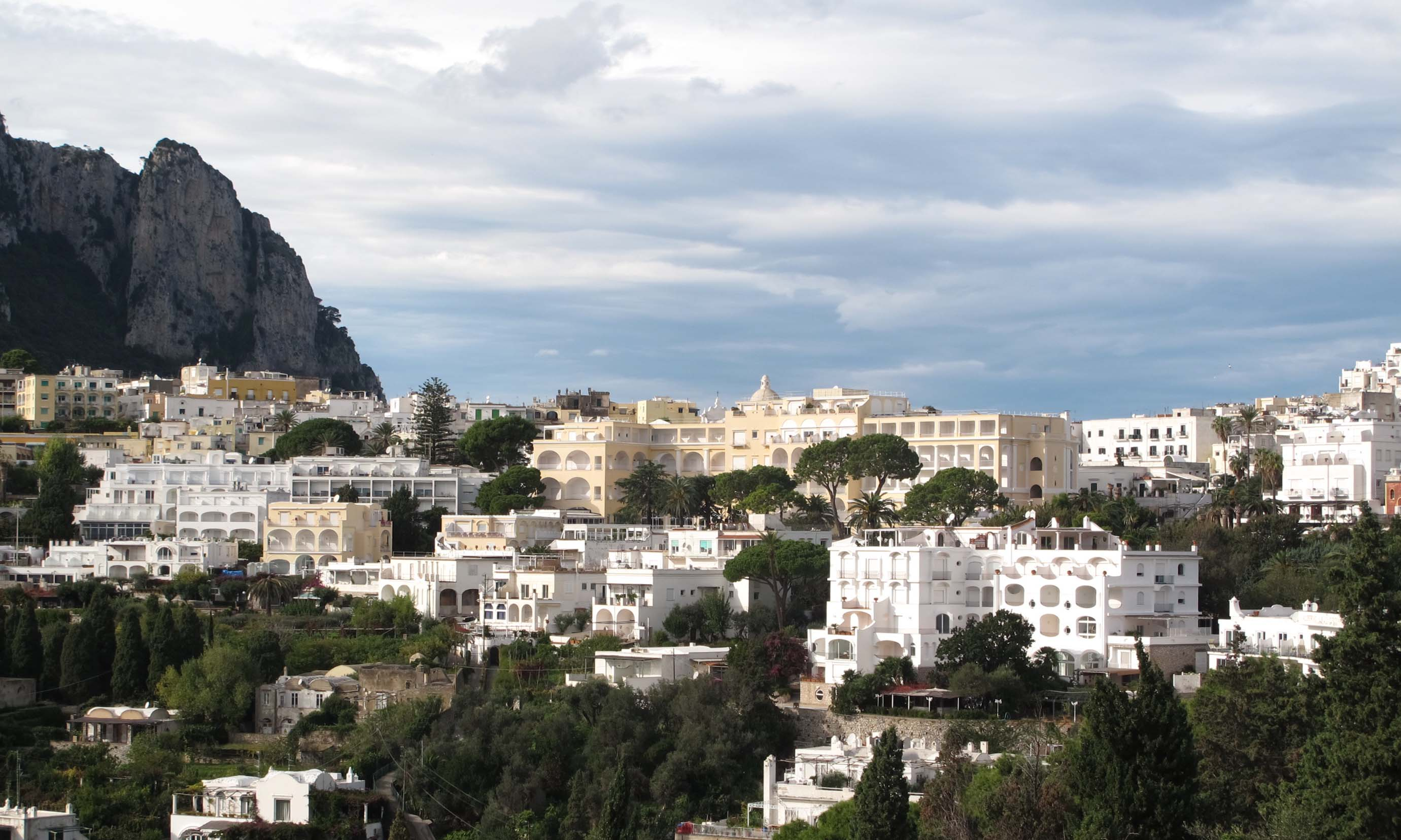
Capri